# 圣日耳曼德吕西尼昂
圣日耳曼-德吕西尼昂（法語：Saint-Germain-de-Lusignan，法語發音：[sɛ̃ ʒɛʁmɛ̃ də lyziɲɑ̃]）是法国滨海夏朗德省的一个市镇，位于该省南部偏东，属于容扎克区。

## 地理
圣日耳曼-德吕西尼昂（45°26'59"N, 0°27'39"W）面积18.05 平方千米，位于法国新阿基坦大区滨海夏朗德省，该省份为法国西部滨海省份，北起旺代省，西临大西洋，南至吉倫特省，东南接多爾多涅省，东北接德塞夫勒省接壤，东临夏朗德省。
与圣日耳曼-德吕西尼昂接壤的市镇（或旧市镇、城区）包括：克朗、克利永、容扎克、吕萨克、讷亚克、讷勒、圣乔治-昂蒂尼亚克、圣伊莱尔迪布瓦、圣马夏尔-德维塔泰讷、圣西蒙德博尔德、特雷夫勒河畔雷欧。
圣日耳曼-德吕西尼昂的时区为UTC+01:00、UTC+02:00（夏令时）。

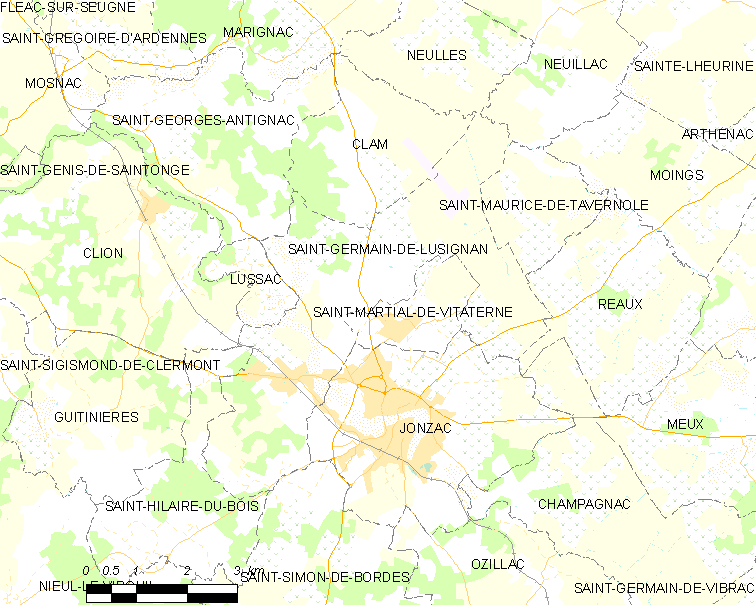
圣日耳曼-德吕西尼昂的OSM定位图

## 行政
圣日耳曼-德吕西尼昂的邮政编码为17500，INSEE市镇编码为17339。

## 政治
圣日耳曼-德吕西尼昂所属的省级选区为容扎克县。

## 人口

1962-2008年间圣日耳曼-德吕西尼昂人口变化图示

圣日耳曼-德吕西尼昂于2022年1月1日时的人口数量为1298人。